# Karel Bořivoj Presl

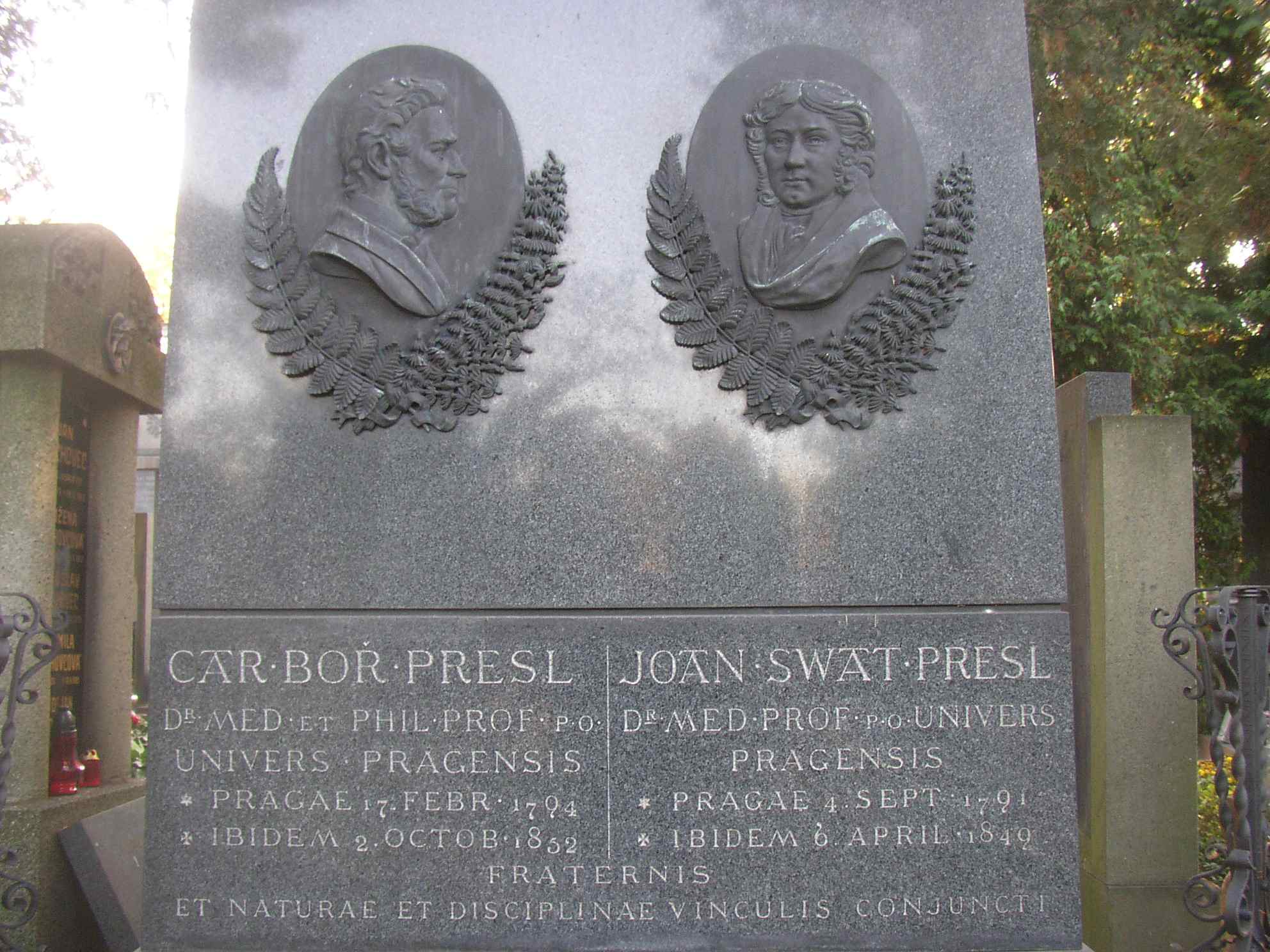
Grafsteen van de broers Presl op de begraafplaats van Vysehrad in Praag.

Karel Bořivoj Presl (Praag, 17 februari 1794 - Praag, 2 oktober 1852) (ook wel Carl of Karl), was een Tsjechisch arts en botanicus. Hij is vooral bekend om zijn taxonomisch werk en studies rond de Pteropsida (varens).

## Levensloop
Presl studeert geneeskunde aan de Universiteit van Praag, en wordt in 1818 tot doctor in de geneeskunde gepromoveerd. Hij doet dat met een thesis over Siciliaanse grassen, het resultaat van een studiereis door Italië en Sicilië in 1817.
Tussen 1819 en 1821 is hij werkzaam als geneeskundig assistent aan de Universiteit van Praag, waar hij ook het naturaliënkabinet beheert. Hij start er met de organisatie en inventarisatie van de zoölogische en botanische verzameling van het pas opgerichte Nationaal Museum, waarvan hij in 1823 tot conservator wordt benoemd.
In 1832 wordt hij aangesteld als professor in de Plantkunde aan de Universiteit van Praag, en in 1838 professor in de Natuurkunde. In 1835 laat hij de zoölogische verzamelingen van het museum over aan Corda, en beperkt zich tot 1846 tot de botanische en paleobotanische afdeling.
Zijn oudere broer Jan Svatopluk Presl (1791-1849) is in die tijd eveneens een bekend botanicus. Samen met hem schrijft hij in 1820 zijn meest bekende werk, Flora bohemica.

## Eponiemen
Opiz heeft het geslacht Preslia van de lipbloemenfamilie naar hem vernoemd.